# Robert Davies-Jones
Robert Peter Davies-Jones es un científico atmosférico británico que avanzó sustancialmente en la comprensión de las superceldas y de la dinámica de los tornados y de la tornadogénesis. Como teórico, utilizó simulaciones numéricas, así como investigaciones de persecuciones de tormentas sobre el terreno en su trabajo como meteorólogo investigador en el Laboratorio Nacional de Tormentas Severas de EE. UU. (acrónimo en inglés NSSL) en Norman, Oklahoma.
En 1964, Davies-Jones obtuvo un B.Sc. en física por la Universidad de Birmingham, y un Ph.D. en astrofísica por la Universidad de Colorado en Boulder en 1969. De 1969 a 1970, Davies-Jones hizo un posdoctorado en el National Center for Atmospheric Research (NCAR) antes de embarcarse en una larga carrera en el NSSL en 1970. Se retiró de la NFL en 2009, donde permanece como investigador emérito y continúa la publicación de algunos documentos.

## Honores

### Membresías
- American Meteorological Society (AMS).